# 吉斯巴赫河
50°54′43″N 7°05′30″E / 50.912028°N 7.091576°E
吉斯巴赫河（德語：Giesbach），是德國的河流，位於該國西部，流經北萊茵-威斯特法倫州，河道全長8.3公里，流域面積6.7平方公里，河畔城鎮有貝吉施格拉德巴赫和科隆。